# Der Mondbär – Das große Kinoabenteuer
Der Mondbär – Das große Kinoabenteuer ist ein deutscher Computeranimationsfilm nach den Büchern von Rolf Fänger und Ulrike Möltgen.

## Handlung
Nachdem der Mond von einem Flugzeug gerammt wird, fällt er vom Himmel. Der Mondbär findet den schlafenden Mond und bringt ihn in sein Haus. Als der Mond von dort entführt wird, macht sich der Mondbär mit seinen Freunden auf die Suche, um den Mond zu retten. Sie befreien den Mond aus der Gefangenschaft des Fuchses und bringen ihn mit einem selbstgebauten Flugzeug zurück an den Himmel.

## Hintergrund
Der Mondbär – Das große Kinoabenteuer wurde von Caligari Film und WunderWerk in Zusammenarbeit mit Beta Film, Universum Film und dem ZDF produziert. Der Film kam am 16. Oktober 2008 in Deutschland und einen Tag später in Österreich in die Kinos.

## Synchronisation
| Name der Figur | Deutscher Sprecher |
| -------------- | ------------------ |
| Mondbär        | Maximilian Belle   |
| Entenmutter    | Angelika Bender    |
| Krähenchef     | Eric Brodka        |
| Rabe Jonathan  | Ulrich Frank       |
| Polli          | Julia Haacke       |
| Reinecke Fuchs | Gudo Hoegel        |
| Mond           | Christoph Jablonka |
| Frosch         | Tobias Lelle       |
| Marienkäfer    | Marieke Oeffinger  |
| Specht         | Jakob Riedl        |
| Hase           | Manuel Straube     |
| Dachs          | Jochen Striebeck   |
| Pollux         | Kai Taschner       |

## Rezeption
„Kinoadaption einer beliebten Kinderbuch- und Fernsehserie, die kleine Zuschauer mit auf eine abenteuerliche, humorvolle Entdeckungsreise nimmt und mit warmen Farben und liebenswerten Figuren kindgemäße Unterhaltung bietet.“

„Gabriele Walther und Frank Piscator [bringen] auch dieses Mal wieder einen Kinderfilm für die ganz Kleinen auf die Kinoleinwand, der sympathische Charaktere liebevoll darstellt. Die Regisseure Mike Maurus und Thomas Bodenstein orientierten sich an den Kinderbuchvorlagen von Rolf Fänger und Ulrike Möltgen und präsentieren ein Vorschul gerechten Streifen, der die Kleinen spannend und witzig unterhält und nicht überfordert.“